# Bucătăria islandeză

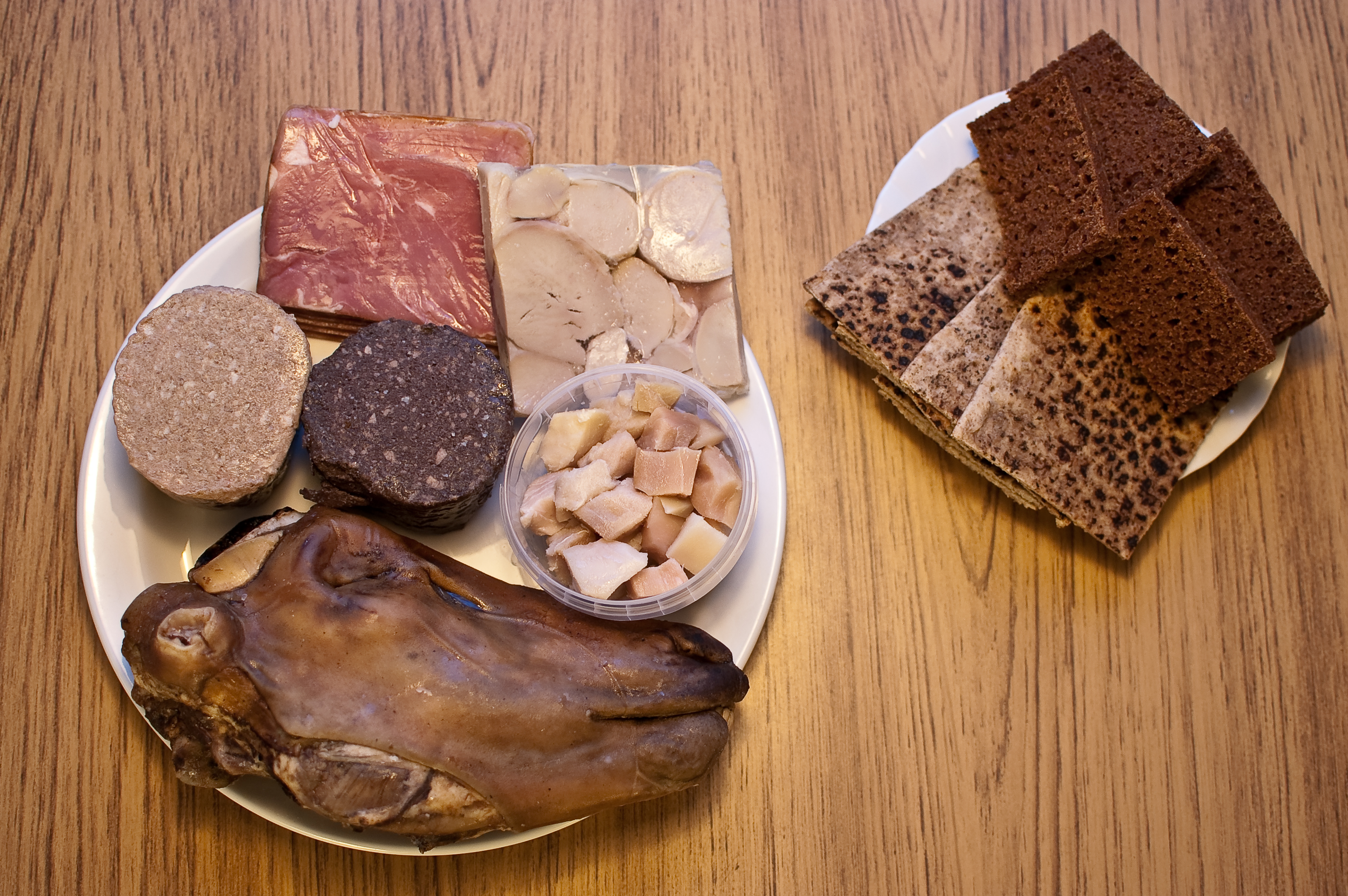
Feluri tradiționale islandeze

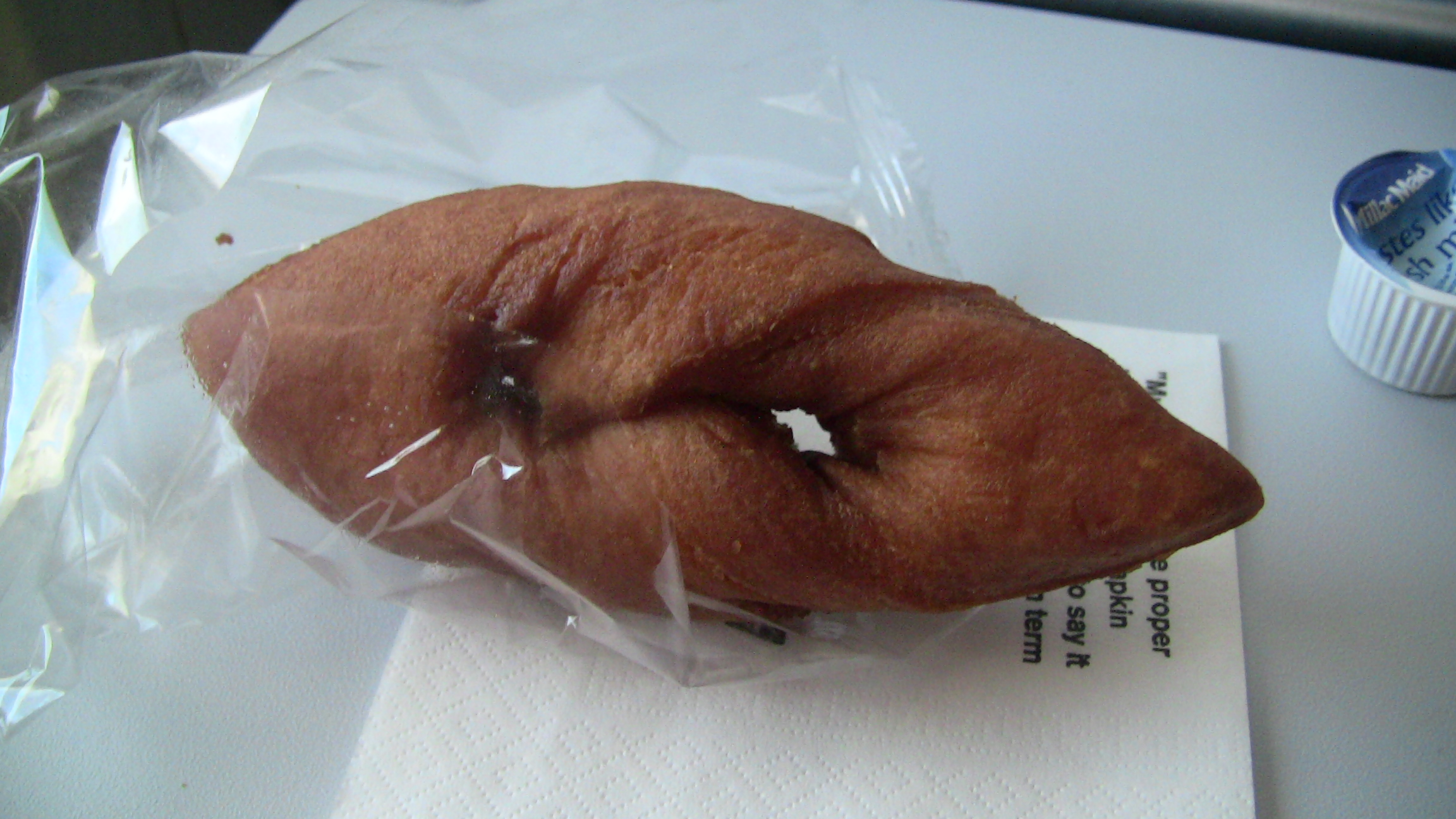
Gogoașă islandeză

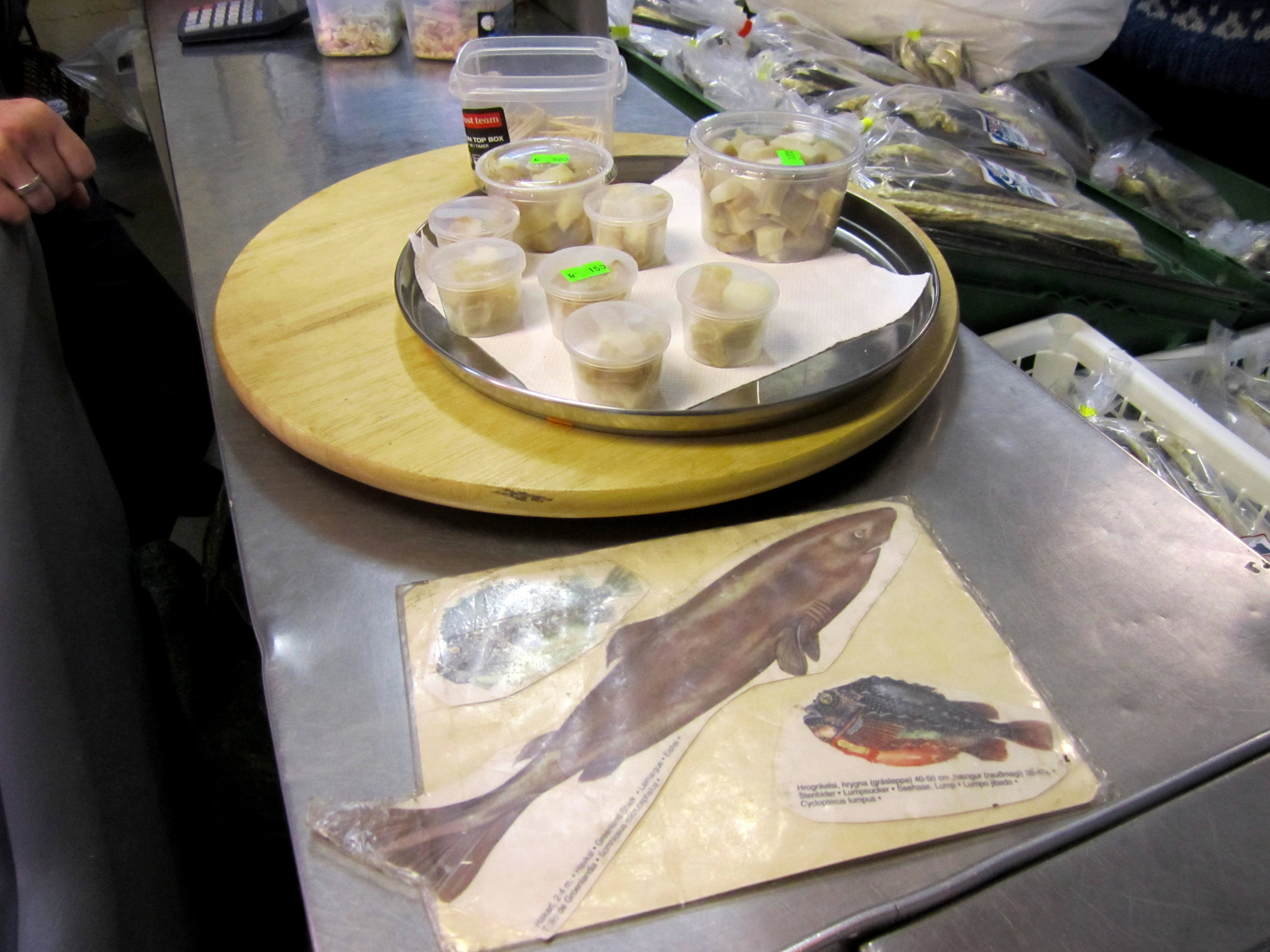
Pește conservat în zer fermentat

Bucătăria islandeză este expresia artelor culinare dezvoltate în Islanda și are ca elemente principale carnea de miel și peștele, feluri de mâncare care au fost timp de multe secole singurele alimente disponibile pentru locuitorii insulei.

## Scurt istoric
Bucătăria islandeză se deosebește prin felurile de mâncare, unice si totodată neobișnuite. Cel mai des întâlnite si totodată populare alimente si feluri de mâncare in Islanda includ: iaurt (skyr), miel afumat (hangikjöt), gogoși (kleinur) și pâine nedospită (laufabrauð).
Deși, datorită locului și climei, carnea și produsele de origine animală sunt cele mai întâlnite feluri de mâncare în bucătăria islandeză, în ultimul timp se pune un accent mai mare pe consumul de vegetale, acest lucru întâmplându-se concomitent cu scăderea consumului de pește și carne de miel împreună cu derivatele acestui tip de carne.
Baza bucătăriei islandeze o reprezintă multitudinea de tradiții și obiceiuri scandinave aduse pe insulă în secolul al IX-lea de către coloniștii stabiliți aici. Tot printre vechile obiceiuri aduse pe insulă se numără și metodele folosite pentru a putea conserva carnea și diferitele alimente din alimentația locuitorilor. 

## Metode de conservare a cărnii
În perioada de dinaintea Marii Epidemii de Ciumă din Europa, atunci când comerțul naval dintre insulă și continent era în floare, peștele se conserva în sare si mai apoi oferit la schimb pe diferite mărfuri necesare supraviețuirii în climatul dur din Nord. După ce epidemia a luat amploare, a fost necesara găsirea unei alte metode de conservare, în principal datorita faptului ca rezervele de sare era foarte mici si nu puteau satisface nevoia locuitorilor.
Următoarea metoda de conservare a fost afumarea cărnii, dar datorită resurselor și așa puține, mai ales lemnul de foc, s-a renunțat la aceasta in cauza crizei de lemn din secolul al XIV-lea.
Astfel, opțiunile fiind limitate, s-a recurs la o metoda de conservare larg răspândită în acel moment pe continent, mai ales în Norvegia, și anume conservarea cărnii în zer fermentat. Deși o metodă foarte buna de a păstra mâncarea pe toata durata iernilor grele, aceasta metoda schimba gustul mâncării, oferindu-i un gust puternic de brânzeturi.
Zerul folosit pentru aceasta metodă este cel rămas de la fabricarea diferitelor tipuri de brânzeturi, comune fiind cele din lapte de oaie și vacă. Dintre produsele lactate se poate menționa Skyr, o brânză foarte fină, asemenea unui iaurt, adusă pe insulă din Norvegia, dar rămasă populară doar printre locuitorii islandezi.

## Alimente
- Peștele este nelipsit din alimentația locuitorilor de pe insulă, iar peștele proaspăt este disponibil pe tot parcursul anului, fiind prins în cea mai mare parte din apele Atlanticului de Nord.
- Hákarl (rechin în islandeză) este un preparat unic și este consumat în prezent în cadrul unui festival care are loc în februarie numit  þorramatur. Acest preparat este format din carne putrezită de rechin, procedeul tradițional de preparare constând în ținerea cărnii într-o groapă acoperită cu pietre, pentru a facilita uscarea, timp de 4 luni. Preparatul se servește împreună cu Brennivin, o băutură alcoolică tradițională islandeză, cu aromă de ierburi.
- Din cadrul preparatelor din carne, carnea de oaie este cea mai răspândită, oaia fiind cel mai des întâlnit animal pe teritoriul Islandei. În prezent este folosită și carnea de bovine și de pui. De asemenea, carnea de cabaline este consumată și ea, dar in cantități reduse.
- Lactatele sunt consumate într-o proporție mai mare, fiind foarte importante pentru alimentația locuitorilor insulei.